# Triorla demifasciatus
Triorla demifasciatus là một loài ruồi trong họ Asilidae. Triorla demifasciatus được Macquart miêu tả năm 1850.